# NGC 387
NGC 387 je eliptická galaxie v souhvězdí Ryb. Její zdánlivá jasnost je 15,5m a úhlová velikost 0,4′ × 0,4′. Je vzdálená 217 milionů světelných let, průměr má 25 000 světelných let. Galaxie je součástí řetězce galaxií zařazeného v Arpově Katalogu pekuliarních galaxií jako Arp 311. Objekt objevil 10. prosince 1873 Lawrence Parsons.

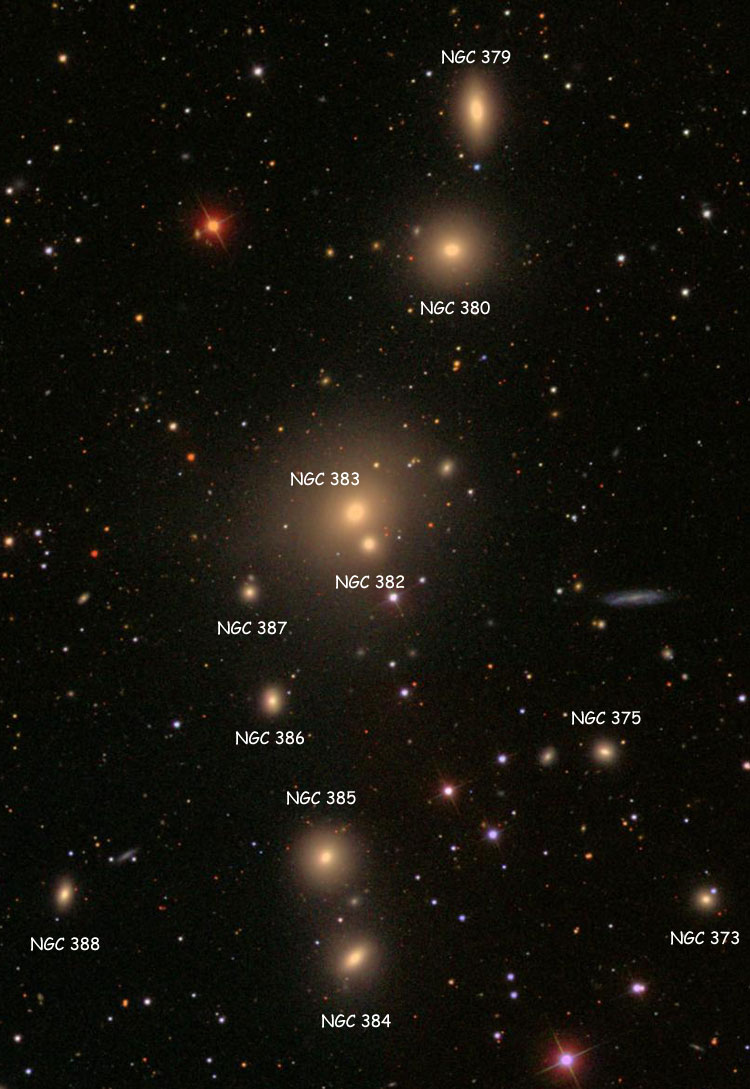
řetěz galaxií Arp 331. (SDSS)